# Лами, Тома Жозеф
Тома Жозеф Лами (фр. Thomas Joseph Lamy; 27 января 1827 — 30 июля 1907) — бельгийский востоковед.

## Биография
Тома Жозеф Лами окончил семинарию в Намюре, рукоположён в католические священники в 1853 г.
Затем учился в Лёвенском университете, в 1859 г. получил степень доктора теологии. Преподавал там же с 1858 по 1900 гг., читая курсы сирийского и древнееврейского языков, экзегетику, введение в библеистику.
Сочинения Лами, собранные в библиографическом своде, изданном в Лёвенском университете в 1905 г., насчитывают 158 работ. Среди наиболее значительных — публикации гимнов и речей Святого Ефрема (лат. Sancti Ephraemi Syri Hymni et Sermones) и совместая с Жаном Батистом Аббелоосом работа над «Церковной историей» Григория Бар-Эбрея. Известны его учебник «Введение в Священное Писание» (лат. Introductio in Sacram Scripturam), выдержавший шесть изданий, а также комментарии к Книге Бытия и Апокалипсису. Среди прочего, Лами написал книгу «Русская церковь, её история и современное состояние» (фр. L’Eglise russe, son histoire et son organisation actuelle; 1880—1882).